# Sclerocactus sileri
Sclerocactus sileri là một loài thực vật có hoa trong họ Cactaceae. Loài này được (L.D. Benson) K.D. Heil & J.M. Porter miêu tả khoa học đầu tiên năm 1994.